# Chris Van Allsburg
Chris Van Allsburg (Grand Rapids, Michigan, 18 de junho de 1949) é um escritor e ilustrador norte-americano especializado em literatura infantil. É mundialmente conhecido por ser o autor dos best-sellers The Polar Express, Jumanji e Zathura, os três foram adaptados para o cinema.

## Biografia
Chris Van Allsburg nasceu em Grand Rapids, no estado de Michigan, em 18 de junho de 1949. Chris estudou na escola de artes da University of Michigan, e fez seu mestrado na Rhode Island School of Design. Tornou-se um premiado autor de livros infantis, já em seu primeiro livro (The Garden of Abdul Gasazi), que em 1980 recebeu a Caldecott Honor Medal, o mesmo se dando em 1982 e 85, com Jumanji e The Polar Express, respectivamente.

## Livros
Seus livros com freqüência trazem como tema acontecimentos fantásticos, descontrolados e por vezes utilizando-se de uma ironia crua. Allsburg foge do lado inocente e confortável da literatura infantil e explora o lado mais sombrio da natureza humana. Um bom exemplo disso está no seu livro The Sweetest Fig (O figo mais doce), cujo tema é a história de um homem bastante egoísta que repentinamente consegue tornar reais seus desejos mais selvagens. Sua ganância acaba sendo a causa de sua ruína - o que não é uma lição de moral incomum, nos livros para crianças - mas Allsburg consegue dar tamanha frieza na caracterização da personagem que imprime um tom amedrontador à narrativa. Em The Wretched Stone (A pedra da desgraça) toda a tripulação de um navio é hipnotizada e controlada pela pedra do título - uma cruel alegoria sobre o efeito negativo da televisão.
Sua temática também inclui sonhos, os subúrbios, ou objetos que têm vida própria (como os jogos de tabuleiro de Jumanji e Zathura). Uma presença constante em seus livros é o cachorro Fritz.

## Atualidade
Chris Van Allsburg mora em Providence (Rhode Island), com sua esposa Lisa e as duas filhas; Sophia e Anna.

## Livros e ilustrações
Apenas três de seus livros foram traduzidos para o português no Brasil, sendo conhecido principalmente pelas versões cinematográficas de sua obra. Allsburg escreveu ou ilustrou os seguintes livros:
| Nome                            | Escrito por ele | Ilustrado por ele | Adaptação cinematográfica |
| ------------------------------- | --------------- | ----------------- | ------------------------- |
| Bad Day at Riverbend            | Sim             | Sim               | Não                       |
| Ben's Dream                     | Sim             | Sim               | Não                       |
| The Garden of Abdul Gasazi      | Sim             | Sim               | Não                       |
| Jumanji                         | Sim             | Sim               | Sim                       |
| Just a Dream                    | Sim             | Sim               | Não                       |
| The Mysteries of Harris Burdick | Sim             | Sim               | Não                       |
| The Polar Express               | Sim             | Sim               | Sim                       |
| The Stranger                    | Sim             | Sim               | Não                       |
| Swan Lake                       | Não             | Sim               | Não                       |
| The Sweetest Fig                | Sim             | Sim               | Não                       |
| Two Bad Ants                    | Sim             | Sim               | Não                       |
| The Wreck of the Zephyr         | Sim             | Sim               | Não                       |
| The Wretched Stone              | Sim             | Sim               | Não                       |
| The Widow's Broom               | Sim             | Sim               | Não                       |
| The Z Was Zapped                | Sim             | Sim               | Não                       |
| Zathura                         | Sim             | Sim               | Sim                       |

- Nota: The Mysteries of Harris Burdick - uma coleção de livros de Allsburg em que uma página contém uma ilustração, e a seguinte conta com uma frase, pretensamente recuperado de uma obra maior, é inspirado em Nightmares and Dreamscapes, de Stephen King.
- Allsburg também foi o ilustrador de algumas edições da série As Crônicas de Nárnia, de C. S. Lewis.